# لاریسا دولینا
لاریسا الکساندرنوا (روسی: Лариса Александровна Долина؛ زادهٔ ۱۰ سپتامبر ۱۹۵۵) خواننده پاپ و جز و بازیگر اهل اتحاد جماهیر شوروی است. وی از سال ۱۹۷۱ میلادی تاکنون مشغول فعالیت بوده است.
دولینا تاکنون برندهٔ جوایزی همچون نشان افتخار فدراسیون روسیه، هنرمند مردمی فدراسیون روسیه، هنرمند شایسته فدراسیون روسیه، و نشان دوستی شده است.

## زندگی‌نامه
دولینا در ۱۰ سپتامبر ۱۹۵۵ در باکو در یک خانواده یهودی اشکنازی متولد شد. هر دوی والدین او اصالتاً اهل اودسا بودند. پدرش، الکساندر مارکوویچ کودلمن یک کارگر ساختمانی بود و مادرش گالینا ایزرایلونا کودلمن (با نام خانوادگی دولینا)، یک خیاط بود. وقتی دولینا سه ساله بود، خانواده به اودسا نقل مکان کردند. در شش سالگی، او شروع به تحصیل در یک مدرسه موسیقی کرد و در آنجا به آموختن ویولن سل پرداخت.
فعالیت موسیقی دولینا در سال ۱۹۷۱ در گروه اجرای "اودسای من" (ما بومیان اودسا هستیم) آغاز شد. او سپس به عنوان خواننده اصلی برای ارکستر اجرایی دولتی ارمنستان، ارکستر اجرای دولتی آذربایجان و گروه اجرا سوورمننیک (معاصر) به اجرا پرداخت. در سال ۱۹۸۱، دولینا همراه با ویلاند راد به عنوان بخشی از تور "آنتولوژی آوازهای جاز" حضور یافت. در سال ۱۹۸۲، دولینا آهنگ "Tri belyh Konya" (سه اسب سفید) را برای موسیقی متن فیلم جادوگران اجرا کرد. او در سال ۱۹۸۴ در اثر موزیکال "Istoriya doktora Fausta" (داستان دکتر فاوست) به اجرا پرداخت. در سال ۱۹۹۱، دولینا در فستیوال رادیو پرستیژ در لاروشل، فرانسه در مقابل ۲۰۰۰۰ نفر اجرا کرد. در همان سال جایزه "بهترین خواننده زن" در مسابقه ملی روسیه (Profi) به او اهدا شد. در سال ۱۹۹۳، او عنوان هنرمند پرافتخار روسیه روسیه را کسب کرد. او در سال ۱۹۹۴ برنده جایزه "دلفین کریستال" در مسابقات سراسری روسیه در یالتا شد و همچنین پس از نامزدی در بخش "بهترین خواننده زن راک" برنده جایزه ملی موسیقی "Ovation" شد. او در سال ۱۹۹۵ یک برنامه اجرای زنده جدید به نام "Ya ne nravlus' sebye" (من خودم را دوست ندارم) راه انداخت و در باکو، آلماتی، کیف، ایروان، مینسک، ریگا، کیشینف و اورشلیم و همچنین تعدادی از شهرهای اروپا و ایالات متحده تور برگزار کرد. او در سال ۱۹۹۶ بار دیگر برنده جایزه "Ovation" شد، این بار در بخش "بهترین خواننده پاپ زن". در سال ۲۰۰۴، دولینا در یک مسابقه بوکس در شهر فینیکس ایالات متحده به اجرای زنده پرداخت. دولینا خوانندگی انفرادی را در سال ۱۹۸۵ آغاز کرد و با ویکتور رزنیکوف آهنگساز ساکن لنینگراد همکاری کرد.

## مواضع سیاسی
دولینا از تهاجم روسیه به اوکراین حمایت کرد و اداره ریاست جمهوری روسیه او را در فهرست خوانندگانی قرار داد که توصیه می‌شد به رویدادهای تحت حمایت دولت دعوت شوند. در ژانویه ۲۰۲۳، اوکراین تحریم‌هایی را علیه دولینا به دلیل حمایت او از حمله روسیه به اوکراین اعمال کرد. در فوریه ۲۰۲۳ کانادا او را به دلیل دست داشتن در پروپاگاندای روسیه و انتشار اطلاعات نادرست مربوط به جنگ تحریم کرد.